# 泰斯珀
泰斯珀是德国下萨克森州的一个市镇。总面积24.87平方公里，总人口4134人，其中男性2088人，女性2046人（2011年12月31日），人口密度166人/平方公里。